# Peter Ammer
Peter Ammer (* 1964 in Reutlingen) ist ein deutscher evangelischer Kirchenmusiker, Bezirkskantor und Kirchenmusikdirektor in Nagold.

## Leben und Wirken
Ammer wuchs in Reutlingen auf und war ab seinem vierzehnten Lebensjahr bis 1992 in der Erlöserkirche der Evangelisch-methodistische Kirche in Reutlingen als Organist und Chorleiter tätig. Er sang in der Kinder- und Jugendkantorei der Marienkirche, mehreren Schulchören und dem Kantatenchor Reutlingen, dem Jungen Kammerchor Baden-Württemberg sowie auch solistisch bei Musicals (Hair, Jesus Christ u. a.) und kirchenmusikalischen Konzerten. Seine pianistische Ausbildung erhielt er bei Friedemann Treutlein und Friedemann Rieger und war ein gefragter Kammermusik-Begleiter und Continuo-Spieler. Als Kontrabassist spielte er in vielen Orchestern im Raum Reutlingen/Tübingen/Stuttgart, als Posaunist im CVJM-Posaunenchor Reutlingen. 1992 schloss er sein 1988 begonnenes Studium an der  Hochschule für Kirchenmusik der Evangelischen Landeskirche in Württemberg in Esslingen am Neckar mit dem B-Diplom ab. Sein einjähriges kirchenmusikalisches Praktikum absolvierte er bei Bezirkskantor Bernhard Reich in Calw.
Von 1993 bis 2009 wirkte er in Stellenteilung mit seiner Frau Eva-Magdalena Ammer als Bezirkskantor in Weikersheim, seit 2009 teilt sich das Ehepaar Ammer das Bezirkskantorat in Nagold.
Seine Ernennung zum Kirchenmusikdirektor erfolgte 2008.

## Engagement für Digitalität in der Kirchenmusik
Ammer engagierte sich mit Aufnahme der neuen Arbeitsstelle in Nagold bereits ab 2009 für die Restaurierung und Modernisierung der dortigen Stadtkirchen-Orgel. 2018 begründete er das Projekt „Singen – Orgel 4.0“, das durch die Evangelische Landeskirche in Württemberg, die EKD, das Maßnahmenprogramm LEADER der Europäischen Union und weitere Sponsoren gefördert wurde. Die Nagolder Weigle-Orgel wurde an Hard- und Software angeschlossen und eine Schnittstelle zwischen PC und Orgel erstellt. Im September 2021 wurde das Projekt bei der 1. Nagolder Orgelakademie vorgestellt, um die Möglichkeiten und Chancen der Digitalisierung von Pfeifenorgeln auszuloten. Als Vorsitzender der Kirchenmusikverbände möchte Ammer ein Diskussionsforum bieten und weitere Entwicklungen vorantreiben, was jedoch keine Digitalisierung aller bestehenden Pfeifenorgeln bedeutet.
Seit 2016 ist er im Beirat der Kohelet AG, welche im Auftrag der Evangelischen Landeskirche und mit Unterstützung der EKD Cantico entwickelt – eine App, in welche man Gesangbücher importieren kann. Peter Ammer ist seit 2020 berufenes Mitglied der Gesangbuchkommission der EKD. Wegen seiner Aktivitäten im Bereich „Kirchenmusik und Digitalität“ sitzt er dort im Ausschuss „Digitales“.

## Ehrenamt
Ammer engagiert sich stark ehrenamtlich für die Kirchenmusik u. a. in zahlreichen Gremien. In den Jahren 1993–2005 war er Landesvorsitzender des Landesverbands der Jeunesses Musicales Deutschland und 1999–2003 2. Vorsitzender der Landesvereinigung Kulturelle Jugendbildung (LKJ) Baden-Württemberg, 1995–2009 Vorsitzender der Mitarbeitervertretung des Kirchenbezirks Weikersheim und 2004–2009 und seit 2020 stellvertretendes Mitglied für den Berufsstand Kirchenmusik in der Landeskirchlichen Mitarbeitervertretung der Evangelischen Landeskirche in Württemberg sowie 2008–2009 Bildungsreferent des Verbands Evangelische Kirchenmusik in Württemberg e. V. 
Ammer ist seit 1993 im Landesmusikrat und seit 2009 Präsident des Verbands Evangelische Kirchenmusik in Württemberg e. V, Vorsitzender der Bereiche „Kirchenmusikerinnen und Kirchenmusiker“ sowie „Orgel“, zudem im  Kuratorium im Amt für Kirchenmusik der Evangelischen Landeskirche in Württemberg. Er ist Mitglied des Geschäftsführenden Ausschusses und seit 2020 Schriftführer der MAV im Kirchenbezirk Calw-Nagold. Er engagiert sich im Kuratorium der Landesakademie Ochsenhausen, im Fachausschuss MusikPlus des EJW (Evangelischen Jugendwerks Württemberg) und im Beirat des Förderkreises der Hochschule für Kirchenmusik in Württemberg (Tübingen).
1992–2007 war er ehrenamtlicher Posaunenchorleiter und Jungbläserausbilder in Weikersheim und hat seit 2011 dieses Amt in Nagold inne. Regelmäßig tritt er als Unterdirigent beim Landesposaunentag im Ulmer Münster auf. Seit 2014 ist er Mitglied im Erweiterten Vorstand der Vesperkirche Nagold, zuständig für Mitarbeiter-Management, Öffentlichkeitsarbeit und Kulturprogramm.
Seit 2020 ist er Präsident des Verbandes Evangelischer Kirchenmusikerinnen und Kirchenmusiker in Deutschland (VEM) und repräsentiert damit die Evangelische Kirchenmusik u. a. als Mitglied in der „Ständigen Konferenz Kirchenmusik“ der Evangelischen Kirche in Deutschland (EKD), in der Direktorenkonferenz Kirchenmusik der EKD, in der Urheberrechtsreferentenkonferenz der EKD, im Deutschen Musikrat (dort auch in der AG Kirchenmusik) und im Deutschen Kulturrat, in der Mitgliederversammlung der Bundesakademie für musikalische Jugendbildung in Trossingen (mit dieser kooperierend bei Angeboten für Kirchenmusizierende), im Buko des BKKD (Bundesverband Katholischer Kirchenmusikerinnen und Kirchenmusiker Deutschlands), beim Chorverband der Evangelischen Kirche in Deutschland (CEK) und beim Bundesverband Katholischer KirchenmusikerInnen in Deutschland (BKKD).
Zudem ist er Vorsitzender des Fördervereins Kirchliche Aufbauarbeit in Evangelischen Diasporakirchen der Welt und Vorsitzender des Herausgeberkreises der bundesweiten Fachzeitschrift „Forum Kirchenmusik“.